# جف مکسول
جف مَـکسوِل (انگلیسی: Jeff Maxwell؛ زادهٔ ۷ دسامبر ۱۹۴۷) بازیگر اهل ایالات متحده آمریکا است.
از فیلم‌ها یا مجموعه‌های تلویزیونی که وی در آن‌ها نقش داشته است می‌توان به درخواب‌فرورفته و مَـش اشاره نمود.